# Langenfeld, Mayen-Koblenz
Langenfeld là một xã ở huyện Mayen-Koblenz bang Rheinland-Pfalz, phía tây nước Đức. Xã Langenfeld, Mayen-Koblenz có diện tích 4,71 km².